# Deutsches Schützenmuseum
Das Deutsche Schützenmuseum auf Schloss Callenberg im Coburger Ortsteil Beiersdorf stellt die Geschichte des deutschen Schützenwesens dar. Es wird vom Deutschen Schützenbund betrieben und wurde am 14. Mai 2004 von Andreas von Sachsen-Coburg und Gotha und dem Präsidenten des Deutschen Schützenbundes Josef Ambacher eröffnet.

## Vorgängereinrichtung

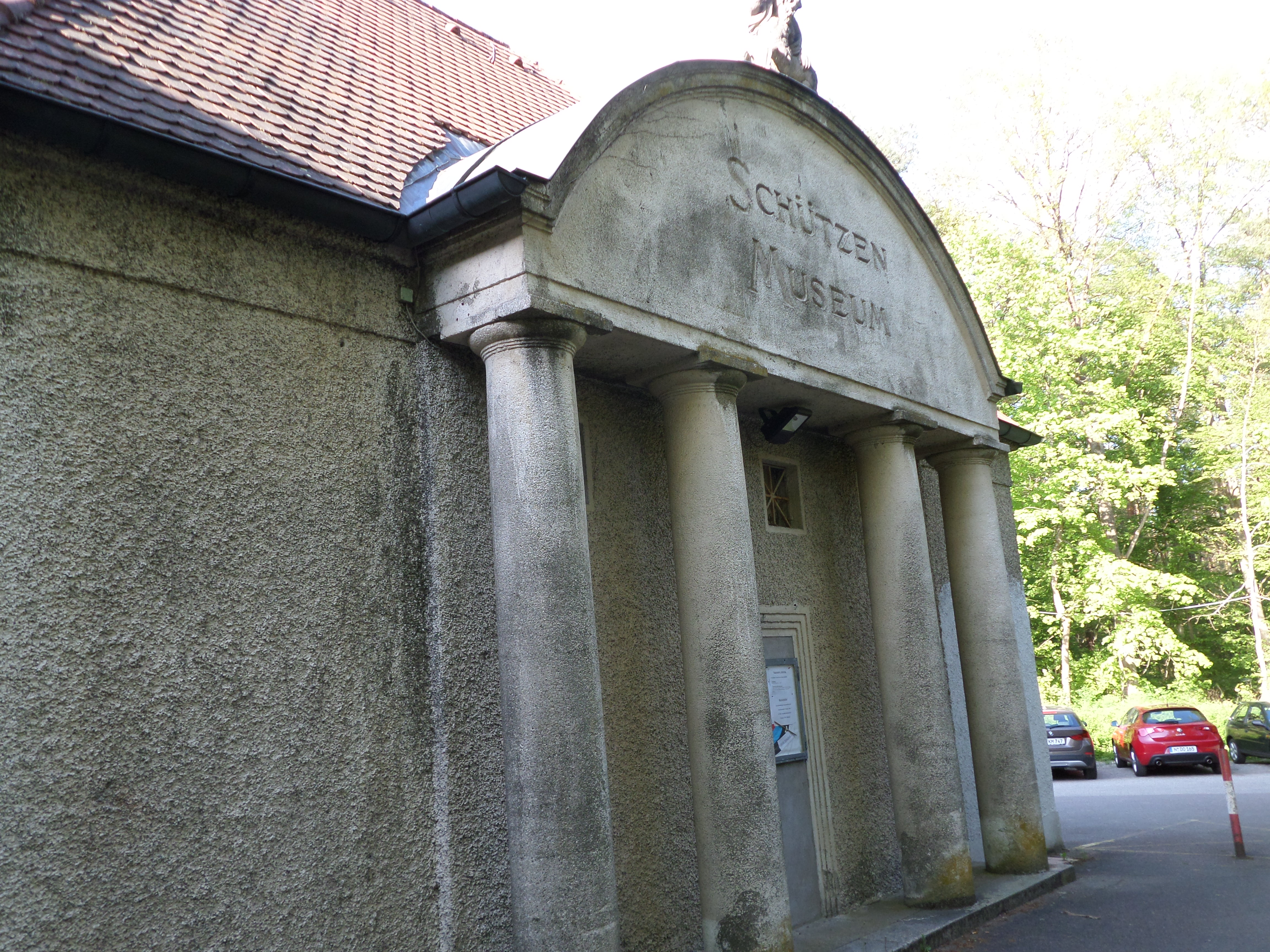
Ehemaliges Schützenmuseum im Nürnberger Schießhaus

Im Nürnberger Stadtteil Erlenstegen war von 1907 bis 1938 die Vorgängereinrichtung des heutigen Museums im sogenannten Schießhaus untergebracht. Das Schützenmuseum wurde seitens der privilegierten Hauptschützen-Gesellschaft Nürnberg und der Stadt finanziell getragen und wies eine Raritäten- und Trophäensammlung auf, die durch Schenkung oder Verleih der Öffentlichkeit präsentiert wurden. Im Frühjahr 1938 wurde es von der Gestapo geplündert und die Reste des Bestands kamen zur Sicherung ins Germanische Nationalmuseum. Dort fielen sie während des Zweiten Weltkriegs teilweise den Luftangriffen des 2. Januar 1945 zum Opfer. Die verbliebenen Objekte lagern noch immer dort.